# Suezmax

Um Seuzmax carregado de petróleo, 2017

Suezmax é um tipo de navio petroleiro com dimensões que permitem sua passagem pelo Canal de Suez. A capacidade de carga do navio varia cerca de 1,1 milhão de barris.
A tonelagem de porte bruto (TPB) varia de 120 à 170.000 TPB.
A profundidade atual do canal do canal permite um máximo de 20,1 metros (66 pés) de calado, o que significa que alguns superpetroleiros totalmente carregados são muito profundos para caber e precisam descarregar parte de sua carga para outros navios ("transbordo ") ou para um terminal de oleodutos antes de passar, ou, alternativamente, evite o Canal de Suez e contorne o Cabo Agulhas. O canal foi aprofundado em 2009 de 18 a 20 metros (59 a 66 pés).
O porte bruto típico de um navio Suezmax é de cerca de 160.000 toneladas; o feixe típico (largura) é de cerca de 77,5 m (254,3 pés). Também digno de nota é a altura máxima - "calado aéreo" - limitação de 68 m (223,1 pés), resultante dos 70 metros (230 pés) de altura acima da água da Ponte do Canal de Suez. A Autoridade do Canal de Suez produz tabelas de largura e calado aceitável, que estão sujeitas a alterações. A partir de 2010, a área da seção transversal da superfície molhada do navio é limitada em 1.006 m2, o que significa 20,1 metros (66 pés) de calado para navios com boca não maior que 50,0 m (164,0 pés) ou 12,2 metros (40 pés) de calado para navios com boca máxima permitida de 77,5 metros (254 pés).
Os termos semelhantes Panamax, Malaccamax e Seawaymax são usados para os maiores navios capazes de passar pelo Canal do Panamá, Estreito de Malaca e Via Marítima de São Lourenço, respectivamente. O termo "Chinamax" refere-se a navios capazes de usar vários portos quando totalmente carregados. "Capesize" refere-se a graneleiros grandes demais para passar pelo Canal de Suez - e que precisam percorrer a rota do Cabo ao redor do Cabo da Boa Esperança e do Cabo das Agulhas - mas a dragagem recente significa que muitos navios Capesize podem usar o canal. Planos para aprofundar o calado para 70 pés (21 m) podem levar a uma redefinição da especificação Suezmax, como aconteceu com a especificação Panamax após o aprofundamento e alargamento do Canal do Panamá.